# Сасова
Сасова (рум. Sasova) — село у повіті Васлуй в Румунії. Входить до складу комуни Ребріча.
Село розташоване на відстані 295 км на північ від Бухареста, 29 км на північний захід від Васлуя, 30 км на південь від Ясс.

## Населення
За даними перепису населення 2002 року у селі проживали 273 особи, усі — румуни. Усі жителі села рідною мовою назвали румунську.